# Magnetische flux
De magnetische flux, ook wel magnetische stroom, door een oppervlak is de oppervlakte-integraal van de magnetische fluxdichtheid over dat oppervlak. Het is, populair gezegd, een natuurkundige grootheid waarmee het aantal magnetische veldlijnen die het oppervlak doorkruisen, wordt aangegeven. Met de flux in het algemeen wordt de 'doorstroom' van een bepaalde grootheid bedoeld. De eenheid van magnetische flux is de weber.
De magnetische flux {\displaystyle \Phi }, genoteerd met de Griekse hoofdletter phi, door het oppervlak {\displaystyle A} wordt gegeven door:
{\displaystyle \Phi _{B}=\iint _{A}\mathbf {B} \cdot \mathrm {d} \mathbf {A} }
Daarin is:
- {\displaystyle \Phi _{B}} de magnetische flux
- {\displaystyle \mathbf {B} } de magnetische fluxdichtheid of magnetische veldsterkte
- {\displaystyle \mathrm {d} \mathbf {A} } de infinitesimale normaalvector op {\displaystyle A}

De magnetische flux wordt met {\displaystyle \Phi _{B}} genoteerd om deze van de elektrische flux {\displaystyle \Phi _{E}} te onderscheiden.

## Berekening
Als het magnetische veld {\displaystyle B} homogeen is en het oppervlak {\displaystyle A} niet gekromd, is de magnetische flux gelijk aan het inwendig product van de magnetische fluxdichtheid {\displaystyle \mathbf {B} } en de normaalvector {\displaystyle \mathbf {A} } op het oppervlak {\displaystyle A}.
{\displaystyle \Phi _{B}=\mathbf {B} \cdot \mathbf {A} =B\,A\,\cos \theta }
Daarin is {\displaystyle \theta } de hoek tussen {\displaystyle \mathbf {B} } en {\displaystyle \mathbf {A} }, en is {\displaystyle A=|\mathbf {A} |} de norm van {\displaystyle A} en {\displaystyle B=|\mathbf {B} |} de norm van {\displaystyle B}.
Deze berekening is over het algemeen een vereenvoudiging van de werkelijkheid. Het is met de integraalrekening mogelijk de magnetische flux van een magnetisch veld, ook als dat niet homogeen is, door een gegeven oppervlak te berekenen, ook als dat oppervlak gekromd is. De differentiaalvergelijking voor de magnetische flux door een infinitesimaal oppervlakte-elementje {\displaystyle \mathrm {d} \mathbf {A} } is: 
{\displaystyle \mathrm {d} \Phi _{B}=\mathbf {B} \cdot \mathrm {d} \mathbf {A} =B\,\mathrm {d} A\cos \theta }
dus het product van de magnetische veldsterkte {\displaystyle B}, de oppervlakte {\displaystyle \mathrm {d} A} van het oppervlakte-elementje waar het magneetveld doorheen loopt en de cosinus van de tussenhoek {\displaystyle \theta }. Dit is de hoek tussen het aangelegde magneetveld {\displaystyle B} en de loodlijn of de normaal op het oppervlakte-elementje.
De overeenkomstige integraalvergelijking is:
{\displaystyle \Phi _{B}=\iint _{A}\mathbf {B} \cdot \mathrm {d} \mathbf {A} }

### Voorbeeld van een spoel
De opgewekte magnetische flux door een spoel is met behulp van de wet van Ampère af te leiden en is gegeven door:
{\displaystyle \Phi _{B}={\frac {\mu \cdot N\cdot I\cdot A}{l}}}
Daarin is:
{\displaystyle \mu } de magnetische permeabiliteit van het medium waarin de spoel zich bevindt, in [Wb/(A·m)]
{\displaystyle N} het aantal windingen van de spoel
{\displaystyle I} de elektrische stroom door de spoel in ampère ([A])
{\displaystyle l} de lengte van de spoel, in [m]
{\displaystyle A} de oppervlakte van de dwarsdoorsnede van de spoel, in [m²]

## Veranderende magnetische flux
De magnetische flux {\displaystyle \Phi _{B}} kan op verschillende manieren veranderen:
1. de magnetische veldsterkte {\displaystyle \mathbf {B} } verandert,
2. het oppervlak {\displaystyle A} verandert,
3. de tussenhoek {\displaystyle \theta } verandert of
4. een combinatie hiervan.

De magnetische flux door de spoelen in een dynamo verandert op de derde manier.

## Wetten van Maxwell
- Als {\displaystyle A} een gesloten oppervlak in drie dimensies is, is volgens de tweede wet van Maxwell de magnetische flux door {\displaystyle A} gelijk aan 0.

De integraalvergelijking daarvoor is {\displaystyle \Phi _{B}=\iint _{A}\!\!\!\!\!\!\!\!\!\!\bigcirc \ \ \mathbf {B} \ \mathrm {d} \mathbf {A} =0}, de differentiaalvergelijking {\displaystyle \nabla \cdot \mathbf {B} =0}.
Indien {\displaystyle A} geen gesloten oppervlak is, is de uitkomst van de integraal een scalaire grootheid.
- De inductiewet van Faraday werd opgenomen als de vierde wet van Maxwell. De afgeleide naar de tijd van de magnetische flux door het oppervlak dat door een gesloten stroomkring wordt omsloten, is volgens die wet gelijk aan het tegengestelde van de kringintegraal van de elektrische veldsterkte door die stroomkring.

in integraalvorm {\displaystyle \oint \limits _{s}\mathbf {E} \,\mathrm {d} \mathbf {s} =-{\frac {\mathrm {d} \Phi _{B}}{\mathrm {d} t}}} en in differentiaalvorm {\displaystyle \nabla \times \mathbf {E} =-{\frac {\partial \mathbf {B} }{\partial t}}}
Er staat in de integraalvorm een vector in het linker en in het rechter lid van de vergelijking.